# Robersart
Robersart település Franciaországban, Nord megyében. Lakosainak száma 208 fő (2022. január 1.). Robersart Preux-au-Bois, Bousies, Fontaine-au-Bois, Locquignol és Poix-du-Nord községekkel határos.

## Népesség
A település népessége az elmúlt években az alábbi módon változott:
| Lakosok száma | 180  | 181  | 184  | 184  | 191  | 198  | 201  | 204  | 208  |
|               | 2013 | 2015 | 2016 | 2017 | 2018 | 2019 | 2020 | 2021 | 2022 |